# Адріан Гаслер
Адріан Гаслер (нім. Adrian Hasler; нар. 11 лютого 1964) — колишній начальник Національної поліції Ліхтенштейну та прем'єр-міністр князівства з 27 березня 2013 до 25 березня 2021.

## Освіта
Адріан Гаслер є кваліфікованим економістом. Після закінчення Ліхтенштейнської гімназії він вивчав управління бізнесом в Університеті Санкт-Галлена.

## Політична кар'єра
2001 року Адріана Гаслера обрали членом Ландтагу Ліхтенштейну від Прогресивної громадянської партії. У березні 2004 року подав у відставку, щоб стати новим начальником поліції країни. 1 квітня 2004 року він замінив на посаді начальника поліції Мартіна Меєра. 2012 року Адріана Гаслера обрали кандидатом у прем'єр-міністри від Прогресивної громадянської партії та переміг на парламентських виборах 2013 року.

## Родина
Одружений із Гудрун Гаслер, має двох синів — Паскаля та Луїса.